# Société des bibliophiles de Guyenne
La Société des bibliophiles de Guyenne est une société savante, fondée le 7 février 1866, visant à contribuer à la recherche en histoire du livre et à sa diffusion.

## Historique
La société est fondée par un groupe de bibliophiles et d'érudits bordelais : Jules Delpit, Gustave Brunet (alias Philomneste junior), Reinhold Dezeimeris, Henri Barckhausen et Philippe Tamizey de Larroque. Elle est reconnue comme établissement d'utilité publique par décret du 3 octobre 1974. Comme toute société savante, elle connait des périodes plus ou moins fastes : elle rayonne particulièrement dans les années 1970 et 1980, sous l'influence de son président, Raymond Darricau, professeur d'histoire moderne à l'Université Michel-de-Montaigne/Bordeaux 3. À la fin des années 1970, elle compte ainsi plus de mille membres à travers le monde, alors même qu'aux abords du centenaire, en 1966, sa survie était en question.

## Activités éditoriales
La société a une importance considérable dans l'histoire éditoriale des Essais de Montaigne (réédition de la version de 1580, en 1873) et d'œuvres inédites de Montesquieu.
Elle publie, entre 1931 et 1970, le Bulletin de la Société des bibliophiles de Guyenne. À partir de 1971, ce périodique prend le titre de Revue française d'histoire du livre.

## Activités culturelles
La société a, dès son origine, son siège social à la Bibliothèque municipale de Bordeaux. Si les séances sont longtemps conçues comme une réunion en petit comité, entre membres de la Société, qui méditent la publication d'ouvrages intéressant l'histoire littéraire de Bordeaux ou se font voir les plus belles pièces de leur collection, elles évoluent progressivement pour viser l'audience la plus large possible. La Société des bibliophiles de Guyenne propose aujourd'hui une conférence mensuelle sur un aspect particulier de l'histoire du livre, comprise dans son acception la plus large.